# Surachet Ngamtip
Surachet Ngamtip (tiếng Thái: สุรเชษฐ์ งามทิพย์, sinh ngày 1 tháng 2 năm 1991), là một cầu thủ bóng đá người Thái Lan thi đấu ở vị trí tiền vệ chạy cánh trái cho câu lạc bộ Giải bóng đá Ngoại hạng Thái Lan Bangkok United.

## Sự nghiệp quốc tế
Anh ra mắt cho đội tuyển U-19 ở Giải vô địch bóng đá U-19 châu Á 2010. Surachet được triệu tập vào đội tuyển quốc gia bởi Bryan Robson. Năm 2013, anh được triệu tập vào đội tuyển quốc gia bởi Surachai Jaturapattarapong tham dự Vòng loại Cúp bóng đá châu Á 2015.
Vào tháng 10 năm 2013 anh thi đấu trận giao hữu trước Bahrain. 
Vào 15 tháng 10 năm 2013 anh thi đấu trước Iran ở Vòng loại Cúp bóng đá châu Á 2015.

### Quốc tế
Tính đến 12 tháng 11 năm 2015
| Đội tuyển quốc gia | Năm  | Số trận | Bàn thắng |
| ------------------ | ---- | ------- | --------- |
| Thái Lan           | 2010 | 1       | 0         |
| Thái Lan           | 2013 | 2       | 0         |
| Thái Lan           | Tổng | 3       | 0         |

### Bàn thắng quốc tế

#### U-19
| #  | Ngày                | Địa điểm                                                 | Đối thủ  | Tỉ số | Kết quả | Giải đấu                                  |
| -- | ------------------- | -------------------------------------------------------- | -------- | ----- | ------- | ----------------------------------------- |
| 1. | 6 tháng 8 năm 2009  | Sân vận động Thống Nhất, Thành phố Hồ Chí Minh, Việt Nam | Úc       | 1–1   | 1–1     | Giải vô địch bóng đá U-19 Đông Nam Á 2009 |
| 2. | 10 tháng 8 năm 2009 | Sân vận động Thành Long, Thành phố Hồ Chí Minh, Việt Nam | Malaysia | 1–0   | 1–0     | Giải vô địch bóng đá U-19 Đông Nam Á 2009 |

## Danh hiệu

### Quốc tế
U-19 Thái Lan
- Giải vô địch bóng đá U-19 Đông Nam Á
  -  Vô địch (1): 2009